# Schretlen & Co
Schretlen & Co is een Nederlandse private bank die sinds 1965 onderdeel uitmaakt van de Rabobank Groep en in 2014 volledig is opgegaan in de Rabobank.

## Schretlen & Co N.V.
Schretlen & Co is een vermogensbank: een persoonlijke financiële adviseur. Schretlen richt zich zowel op vermogende particulieren als instellingen. Het hoofdkantoor van Schretlen is gevestigd in Amsterdam. Daarnaast heeft Schretlen vestigingen in Rotterdam, Waalre, Apeldoorn en Heerenveen.

## Geschiedenis
Op 1 mei 1911 is Schretlen & Co opgericht. De toen 26-jarige heer K.L.A.M. Schretlen startte activiteiten op het gebied van de effectenbemiddeling in Nijmegen. Niet lang daarna werd een tweede kantoor in Amsterdam geopend.
In 1939 neemt de Landbouwbank N.V. een meerderheidsbelang in Schretlen en wordt het Nijmeegse kantoor ingebracht in de nieuwe vestiging van de Landbouwbank te Nijmegen. De Amsterdamse activiteiten worden voortgezet onder de naam N.V. Effectenkantoor Schretlen & Co. In 1965 volgt een overname door de Boerenleenbank. Via de fusie van de Boerenleenbank met de Raiffeisenbank in 1972 wordt Schretlen in de nieuw gevormde Rabobank organisatie opgenomen. Schretlen opereerde volledig onafhankelijk van de Rabobank Groep, dat wil zeggen dat Schretlen vrij was in zijn beleid en de keuze voor beleggings- en andere producten om zijn cliënten te bedienen. Sinds 2010 wordt Schretlen geïntegreerd in het directoraat Rabobank Private Banking. Op 2 september 2014 maakte Rabobank bekend dat de vermogensbeheerder volledig wordt geïntegreerd in de Rabobank en verder zal gaan onder de naam: "Rabo Schretlen Vermogensmanagement."